# République montagnarde du Caucase du Nord
Pour les articles homonymes, voir République montagnarde.
1917–1920
Entités précédentes :
- Empire russe

Entités suivantes :
- République socialiste soviétique autonome de la Montagne

La république montagnarde du Nord-Caucase, république de la Montagne ou république des Montagnards, était un État de Ciscaucasie créé en 1917 et disparu en 1920, remplacé par la république socialiste soviétique autonome de la Montagne. La république des Montagnards était formée des actuelles républiques russes d’Adyghée, de Karatchaïevo-Tcherkessie, de Kabardino-Balkarie, de Tchétchénie, d'Ingouchie, d'Ossétie du Nord et du Daghestan. Elle couvrait une superficie de 415 265 km2 et comptait une population d'environ 11 million d'habitants. La capitale fut d'abord Vladikavkaz, puis Nazran et enfin Temir-Khan-Choura (aujourd'hui Bouïnaksk).

## Histoire

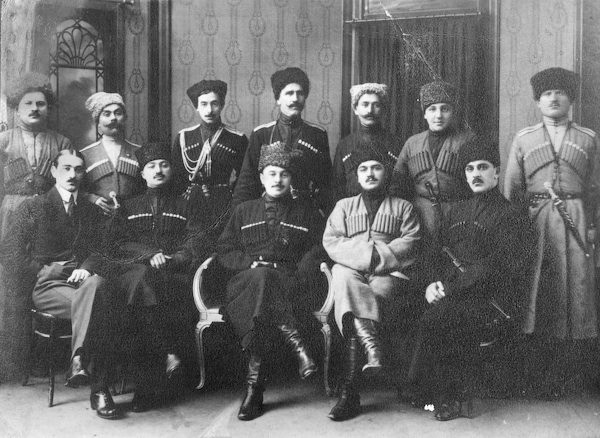
Comité exécutif. Au centre de la première rangée le Premier ministre.

Peu après la révolution russe de février, une Union des Peuples du Nord-Caucase fut créée en mars 1917 et un comité exécutif élu. Le président du comité, Tapa Tchermoeff (en), était l'un des chefs du mouvement de libération nationale des peuples de Ciscaucasie. Le 5 août 1917, le Comité central du Nord-Caucase entérina la constitution de Chamil de 1847 comme loi fondamentale du nouvel État. La république montagneuse fut officiellement proclamée le 11 mai 1918 et reconnue de jure par l'Empire ottoman, l'Empire allemand et la république démocratique de Géorgie. Les pères fondateurs de la nouvelle république furent Saïd Chamil (petit-fils de l'Imam Chamil), Tapa Tchermoeff (en), Ali-Khaji Akusha et Haidar Bammate.
Durant la guerre civile russe, les Montagnards combattirent les armées blanches de Ciscaucasie, principalement l'armée des volontaires, commandée par le général Dénikine. Les combats cessèrent en janvier 1920 lorsque la 11e armée soviétique remporta une victoire décisive sur les forces blanches de la région. L'Armée rouge fut d'abord favorablement accueillie dans les villages de Ciscaucasie mais les promesses bolcheviques de créer un État autonome ne furent pas réalisées.
En janvier 1920, l'Armée rouge occupa militairement la république montagneuse et le gouvernement dut s'exiler. En janvier 1921, la république socialiste soviétique autonome de la Montagne fut officiellement proclamée et placée sous autorité de Moscou.